# رزجرد
رَزجـِرد یکی از روستاهای بخش مرکزی شهر قزوین در استان قزوین است.
مردم رزجرد تات زبان هستند و این روستا در زبان محلی ززی‌یَرد (Zeziyard) نامیده می‌شود.
این روستا در ابتدای سال هشتاد و پنج با جمعیتی حدود ۱۸۹۰ نفر در قالب ۴۸۴ خانوار یکی از پرجمعیت‌ترین روستاهای استان قزوین به‌شمار می‌رود.

## موقعیت جغرافیایی
این روستا در فاصله ۲۱ کیلومتری شمال شرقی شهر قزوین و در مسیر جاده الموت واقع شده است و به دلیل داشتن آب و هوای مناسب، باغچه‌سراهای تفریحی و کوهستانی بودن؛ پذیرای اهالی قزوین به ویژه در تعطیلات است.
گردشگران و بازدیدکنندگان قلعه الموت و دریاچه اوان نیز از این روستا می‌گذرند.

## دژها
- قلعه سنگرود: این قلعه در زبان محلی به «قاله سنگه رو» (Ghala Sanga Rou) معروف است.
- قلعه: دیوارهای قدیمی این قلعه که از خشت و ساروج درست شده‌اند هنوز پابرجا هستند و احتمالاً یکی از برج‌های دیده‌بانی فرقه اسماعیلیه (حسن صباح) می‌باشد.

## اماکن مذهبی
- امامزاده محمد از نوادگان امام حسن مجتبی
- امامزاده ابراهیم

## مناطق دیدنی
- آبشار ورچر (Varchor)
- باغچه‌سراهای باباشفیع، غزل، رسپینا، پردیس، آب و آتش و …
- کوه یخبند (البته در بین اهالی قزوین به «شجاع الدین» معروف است)
- هفت چشمه
- چشمه اولی کرو (OliKarou)

## محلات
- محله درده (Dardeh)
- محله پسک (Passak)
- محله دشته خرمن
- محله سنگه لاق (SangaLagh) (سنگلاخ)
- محله جیده (Jideh)
- محله عسلگاه
- محله در مسجد
- محله پس باغ
- محله لو جو
- محله آخورگاه

## نگارخانه

نمای شرقی روستای رزجرد
آبشار ورچر (Varchor)